# 遙的接球
《遙的接球》，是如意自在於芳文社《Manga Time Kirara Forward》以四格漫畫形式連載的沙灘排球題材日本漫畫。連載於2015年10月號至2020年11月為止。單行本共發行10冊。2017年7月24日發行的《Manga Time Kirara Forward》9月號宣布決定製作電視動畫，2018年7月6日至9月21日在AT-X電視台首播，日本以外由愛奇藝、巴哈姆特動畫瘋、Viu、Crunchyroll等取得同步播放權。

## 故事簡介
因為身高太高感到自卑的大空遙，與因為身高長不高而煩惱的想要放棄沙灘排球的表姐、比嘉彼方在沖繩組成了沙灘排球組合，兩人一高一矮，一外行一經驗者，一個積極向上一個畏縮不前，完全相反的兩位少女在沙灘上展開青春動感的故事。

## 登場人物

### 沙灘排球社

#### 「遙彼」組
作品的中心人物。高中2年級。作品中以「遙彼（日语：はるかな）」組作稱呼。
大空遙（聲：優木加奈）
身高：172公分
有著豐滿的胸部和臀部，令彼方看她的臀部不自覺的著迷。
從東京轉到沖繩的二年級生。有著鮮明開朗的個性。
與同年齡的人相比相當的高，也因身材的緣故時常為沒有合適的衣服和鞋子苦惱。
運動神經發達，但為沙灘排球的新手。
在經過瑪莉莎的訓練後，實力大幅成長。在動畫中與「惠紅愛」組打得不分上下。
比嘉彼方（聲：宮下早紀）
身高：151公分。
大空遥同为高二生的表姐。住在冲绳。性格文静内向。曾经打过沙排，也非常了解规则，因此帮助过遥训练，但因身高问题而放弃了，这次将因为遥的关系重新获得了自信再次开始打沙排。
曾經與成美組隊拿下全國冠軍。

#### 「惠紅愛」組
第6話初登場。作品中以「惠紅愛（日语：エクレア）」組作稱呼。
湯瑪斯·紅愛（Claire Thomas，聲：種崎敦美）
身高：171公分。與遙同校的高中二年級，惠美理的雙胞胎姊姊。性格豪邁不拘小節，很快就與遙打成一片，與其意氣相投。
受母親影響從小就開始在打沙灘排球，戰無不勝，但最終敗給當時的彼方和成美，拿下了全國第二。
湯瑪斯·惠美理（Emily Thomas，聲：末柄里惠）
身高：168公分。紅愛的雙胞胎妹妹。戴著眼鏡。與遙等人同樣是高中二年級。
與姊姊相比，性格較冷靜不易動搖，口條清晰善言論。放學後總是很努力的在訓練沙灘排球。
為學生會的一員。和紅愛所創立的沙灘排球部因為人數不足而為排球部的分部，雖實績比排球部高，但惠美理卻也一直堅持一定要達到規定的五人才可以創部。

### 其它學校的勁敵

#### 彩紗、成美組
作品一開始登場。居住在沖繩。與大空遙和比嘉彼方同屆。高中1年級曾獲高中沙灘排球冠軍，其實力和外表被外界稱為「沙灘排球界的偶像」。
遠井成美（聲：島袋美由利）
彼方的小學沙灘排球隊友。曾經和彼方一起拿過第一名，彼方走後也有繼續打沙排，外表对彼方特别生气、但其实内心很關心她，並且對彼方重新回來打沙排感到開心。從小學4年級開始與彼方認識。
立花彩紗（聲：伊藤加奈惠）
成美的新队友。性格特别开朗，和成美关系也很好，会很关心她，也经常在一起。

#### 沙灘排球社的相關者
大城明（聲：木村千咲）
第13話初登場，動畫則為第6話。與遙同校的一年級生，以前便是童星出道的藝人，因此無法融入周圍環境而沒有朋友。
但本人很渴望交到朋友，因此想要成為沙灘排球員，與彩紗和成美一樣成為沙灘排球偶像般的存在，讓其他人再度注意她。
在與彼方比賽一場後與遙等人成為朋友，在動畫中將手製黃槿花的髮圈送給遙、彼方、紅愛、惠美理做為她支持她們的心意。
完全是沙灘排球新手，在進入沙灘排球社後一直在輔助遙等人。
瑪莉莎（聲：庄司宇芽香）
第16話初登場，沙灘排球社教練。紅愛與惠美理的母親，擔任沙灘排球社教練之前是美國西海岸的職業沙灘排球教練。身高比遙還要高的身材。雖然教育方式嚴格，被定評為斯巴達教練，但在社員的眼中是恩師。

#### 「愛衣舞」組
第9話初登場。作品中以「愛衣舞（日语：あいまい）」組作稱呼。
棚原愛衣（聲：鬼頭明里）
第22話再登場時目前就讀大學，並擔任全國高中沙灘排球大會沖繩預賽的裁判。更早之前邀請主動加入排球社的學妹舞說了一句「排球是打倒個頭大的人的運動」，但自從在室內排球大賽中敗退以來自覺對舞撒了謊，想著試著不撒謊要為舞做點什麼而參加了沙灘排球大賽。
砂川舞（聲：小池理子）
和遙一開始是在買用作制服的泳裝時，爭奪起同一件泳裝而認識。之後在原作第11話（電視動畫版第5話）與學姊愛衣搭檔參加沙灘排球大賽第1回對戰的對手是遙和彼方時再次見面。

#### 「陽柑」組
動漫第9話，漫畫第20話初登場。南高中2年級，平常日曬出一身黑的姊妹。作品中以「陽柑（日语：ようかん）」組作稱呼，或者是「新垣」組稱呼。
新垣陽菜（聲：明坂聰美）
高中2年級。柑菜的姊姊。戴著眼鏡。性格比較文靜。
新垣柑菜（聲：高橋未奈美）
高中1年級。陽菜的妹妹。性格比較開朗。

### 遙與彼方的親屬
比嘉空（聲：山田榮子）
遙與彼方的外婆。與丈夫（遙與彼方的外公）同居。
漫畫版只在對話中登場。在動畫版則追加了她的造型設定，以及遙與彼方寄居的生活和享用沖繩料理的場面。
遙的母親（聲：藤田奈央）
電視動畫版第1話登場。原作裡只在對話中登場。
原作第1話提到她認為讓遙在東京獨自生活會添麻煩，遙因此搬到沖繩與彼方生活，但兩人分居的緣由則未有提及。動畫第1話裡則是因獨自到英語圈國家出差而與遙分居。
彼方的母親（聲：金子有希）
第17話初登場。在彼方讀小學的時候，與丈夫2人於同一天死去。生前曾經建議她跟轉學生成美一起打沙灘排球。之後彼方遵從母親的建議，開始跟成美一起打沙灘排球以培養感情。
電視動畫版第1話設定在彼方家的佛堂遺照中登場。
龜吉
電視動畫版第1話登場。彼方飼養的烏龜。

## 影響作者的作品
原作者如意自在在Twitter表示，是因為看了濱弓場雙的漫畫《花舞少女》而開始畫遙的接球。連載時間是從2015年10月號開始，至2018年4月號迎接《花舞少女》完結為止，兩部漫畫都同樣在《Manga Time Kirara Forward》進行連載。

## 出版書籍
如意自在《遙的接球》 芳文社〈Manga Time KR Comics Forward系列〉，全10冊。
| 冊數 | 芳文社         | 芳文社                 |
| 冊數 | 發售日期       | ISBN                   |
| ---- | -------------- | ---------------------- |
| 1    | 2016年3月12日  | ISBN 978-4-8322-4675-1 |
| 2    | 2016年10月12日 | ISBN 978-4-8322-4754-3 |
| 3    | 2017年3月11日  | ISBN 978-4-8322-4814-4 |
| 4    | 2017年9月12日  | ISBN 978-4-8322-4870-0 |
| 5    | 2018年4月12日  | ISBN 978-4-8322-4938-7 |
| 6    | 2018年8月9日   | ISBN 978-4-8322-4970-7 |
| 7    | 2019年4月11日  | ISBN 978-4-8322-7082-4 |
| 8    | 2019年8月9日   | ISBN 978-4-8322-7113-5 |
| 9    | 2020年3月12日  | ISBN 978-4-8322-7175-3 |
| 10   | 2020年10月12日 | ISBN 978-4-8322-7218-7 |

## 電視動畫

### 製作人員
- 原作：如意自在（芳文社《Manga Time Kirara Forward》連載）
- 導演：窪岡俊之
- 劇本統籌、劇本：待田堂子
- 人物設定：小田武士
- 副導演：高橋英俊
- 次要角色、服裝設計：山田真也
- 特技監督：池下博紀、千葉茂
- 主動畫師：松尾信之、寶井俊介
- 色彩設計：勝田綾太
- 美術設定：杉山晉史（Studio Wyeth）
- 美術監督：一色美緒（Studio Wyeth）
- 道具設計：水村良男
- 背景：Studio Wyeth
- 攝影監督：桑良人（STUDIO CYAN）
- 攝影：STUDIO CYAN
- 剪輯：柳圭介（柳剪輯室）
- 畫面、3D導演：向純平
- 音響監督：藤田亞紀子（日语：藤田亜紀子）
- 音響製作：HALF H·P STUDIO（日语：HALF H・P STUDIO）
- 音樂：Rasmus Faber（日语：ラスマス・フェイバー）
- 音樂製作：KADOKAWA
- 動畫製作：C2C
- 製作：遙的接球製作委員會（KADOKAWA、芳文社、DOCOMO動畫商城、AT-X、角川Media House）

### 主題曲
片頭曲
「FLY two BLUE」（第3話－第6話、第8話－第11話）
主唱：大空遙（優木加奈）、比嘉彼方（宮下早紀），作詞、作曲、編曲：西川
（第7話）
主唱：大城明（木村千咲），作詞、作曲、編曲：西川
片尾曲「Wish me luck!!!!」（第3話－第7話、第9話－第10話、第12話）
主唱：大空遙（優木加奈）、比嘉彼方（宮下早紀）、湯瑪斯·紅愛（種崎敦美）、湯瑪斯·惠美理（末柄里惠），作詞：小梨由，作曲、編曲：NAOKI MAEDA
插入曲（第7話）
主唱：大城明（木村千咲），作詞：hotaru，作曲、編曲：杉下

### 各話列表
| 話數 | 日文標題 | 中文標題 | 分鏡              | 演出            | 作畫監督 | 總作畫監督                 | 原作話           |
| ---- | -------- | -------- | ----------------- | --------------- | --- | -------------------------- | ---------------- |
| #01  |          |          | 窪岡俊之          | 池下博紀        | 山田真也 | 小田武士                   | 第1話            |
| #02  |          |          | 窪岡俊之          | 髙橋英俊        | 山田真也、中村佑美子 西尾淳之介、二宮奈那子 秋田英人、齋藤溫子                                                           | 津幡佳明                   | 第2－5話         |
| #03  |          |          | 高橋英俊          | 前屋俊廣        | 野上慎也、小林由香里 | 小田武士                   | 第6－7、17、19話 |
| #04  |          |          | 岩本保雄          | 安齋剛文        | 服部憲知、大澤美奈 前原薰、山田真也                                                                                      | 大澤美奈                   | 第8－10話        |
| #05  |          |          | 池下博紀          | 池下博紀        | 松川哲也、齋藤溫子 、中西修史                                                                                            | 大澤美奈 松川哲也 小田武士 | 第11－12話       |
| #06  |          |          | 西野武志          | 西野武志        | 山田真也、服部憲知 重松晉一                                                                                              | 小田武士 大澤美奈          | 第12－14話       |
| #07  |          |          | 岩本保雄          | 千葉孝幸 矢花馨 | 坪田慎太郎、小川浩司 水野隆宏、吉田肇 中村基、萩原正人 千葉孝幸、山田真也 齋藤溫子、田邊子 福永純一、二宮奈那子 服部憲知 | 小田武士 大澤美奈          | 第14－16話       |
| #08  |          |          | 高橋英俊          | 高橋英俊        | 田邊子、齋藤溫子 山崎敦子、山田真也 重松晉一、服部憲知                                                                   | 小田武士 大澤美奈          | 第16－19話       |
| #09  |          |          | [ 註 2 ]          | 日下直義        | 山田真也、服部憲知、山崎敦子 重松晉一、藤田和行、河野繪美 田邊子、齋藤温子、大木比呂 藤川良子、南原孝衣子、太田彬彦      | 小田武士 大澤美奈          | 第20－24話       |
| #10  |          |          | 安齋剛文          | 駒屋健一郎      | 山田真也、齋藤溫子、吉田巧介 田邊子、鈴木幸江、長坂寬治 壽惠理子、大木比呂、太田彬彥                                     | 小田武士 大澤美奈          | 第18、25－28話   |
| #11  |          |          | 池下博紀          | 池下博紀        | 山田真也、齋藤溫子、服部憲知 重松晉一、壽惠理子、二宮奈那子 吉田巧介、太田彬彥、中西修史 山田英子                        | 小田武士 大澤美奈          | 第28－29話       |
| #12  |          |          | 寺東克己 岩本保雄 | 窪岡俊之        | 竹村南、田邊子、吉田巧介 重松晉一、齋藤溫子、松川哲也 山田真也、鈴木幸江、松尾信之                                       | 小田武士 大澤美奈          | 第30－31話       |

### 藍光&DVD
| 卷數 | 發售日期       | 收錄話數       | 規格編號   | 規格編號   | 封面人物                                           |
| 卷數 | 發售日期       | 收錄話數       | 藍光       | DVD        | 封面人物                                           |
| ---- | -------------- | -------------- | ---------- | ---------- | -------------------------------------------------- |
| 1    | 2018年9月26日  | 第1話－第2話   | ZMXZ-12471 | ZMBZ-12481 | 大空遙                                             |
| 2    | 2018年10月24日 | 第3話－第4話   | ZMXZ-12472 | ZMBZ-12482 | 比嘉彼方                                           |
| 3    | 2018年11月28日 | 第5話－第6話   | ZMXZ-12473 | ZMBZ-12483 | 湯瑪斯·紅愛                                        |
| 4    | 2018年12月21日 | 第7話－第8話   | ZMXZ-12474 | ZMBZ-12484 | 湯瑪斯·惠美理                                      |
| 5    | 2019年1月30日  | 第9話－第10話  | ZMXZ-12475 | ZMBZ-12485 | 大城明                                             |
| 6    | 2019年2月27日  | 第11話－第12話 | ZMXZ-12476 | ZMBZ-12486 | 大空遙、湯瑪斯·紅愛 大城明、湯瑪斯·惠美理 比嘉彼方 |

### 播放單位
日本深夜動畫：下文記載的日本国内播放時間使用日本標準時間（UTC+9）表示。因為部分時間标识會採用30小时制，因此請留意这类超过24:00的时间，其實際播放時間為翌日清晨。
| 播放期間               | 播放時間（UTC+9）         | 播放電視台  | 播放地區 | 備註                               |
| ---------------------- | ------------------------- | ----------- | -------- | ---------------------------------- |
| 2018年7月6日－9月21日  | 星期五 21時00分－21時30分 | AT-X        | 日本全國 | 製作委員會方式參加／CS衛星／有重播 |
|                        | 星期五 25時40分－26時10分 | TOKYO MX    | 東京都   |                                    |
| 2018年7月7日－9月22日  | 星期六 25時30分－26時00分 | SUN電視台   | 兵庫縣   |                                    |
|                        | 星期六 26時50分－27時20分 | 愛知電視台  | 愛知縣   |                                    |
|                        | 星期六 27時00分－27時30分 | BS11        | 日本全國 | BS放送／『ANIME+』時段             |
| 2018年7月8日－9月23日  | 星期日 26時35分－27時05分 | TVQ九州放送 | 福岡縣   |                                    |
| 2018年7月13日－9月21日 | 星期五 25時40分－26時10分 | 京都放送    | 京都府   | [ 註 3 ]                           |
| 2018年7月15日－9月30日 | 星期日 25時40分－26時10分 | 琉球放送    | 沖繩縣   | 作品舞台                           |

| 刊登期間               | 刊登時間                       | 刊登網站 |
| ---------------------- | ------------------------------ | --- |
| 2018年7月6日－9月21日  | 星期五 23時00分－23時30分      | AbemaTV |
|                        | 星期五 23時00分 更新           | d動畫商城 |
| 2018年7月13日－9月28日 | 星期五 更新｜U-NEXT星期日 更新 | Amazon prime video Hulu 萬代頻道 光TV （ 日语 ： ひかりTV） Video Pass （ 日语 ： ビデオパス） J:COM On-Demand MegaPack （ 日语 ： ジュピターエンタテインメント） U-NEXT Anime放題 （ 日语 ： アニメ放題） animeteleto niconico頻道 GYAO！ （ 日语 ： GYAO!） |

| 刊登期間              | 刊登時間                   | 刊登網站       | 刊登地區 | 備註                                 |
| --------------------- | -------------------------- | -------------- | -------- | ------------------------------------ |
| 2018年7月6日－9月21日 | 星期五 21時00分 (CST) 更新 | 愛奇藝         | 中國大陸 | 中國大陸獨家配信／簡体中文及日文字幕 |
|                       | 星期五 21時00分 (NST) 更新 | 愛奇藝台灣站   | 臺灣     | 繁體中文及日文字幕                   |
|                       |                            | 巴哈姆特動畫瘋 | 臺灣     | 繁體中文字幕                         |
| 2018年7月7日－9月22日 | 星期六 10時00分 (NST) 更新 | LiTV 線上影視  | 臺灣     | 繁體中文及日文字幕                   |
|                       | 星期六 24時00分 (HKT) 更新 | Viu            | 香港     | 繁體中文字幕                         |

### 網路電台
網路電台節目以《遙的接球 我們在錄音室中成為搭檔了——（日语：――）》為標題，2018年7月12日起至10月4日為止，每週四在音泉發佈，主持人由大空遙的聲優優木加奈與比嘉彼方的聲優宮下早紀擔任。

## 外部連結
- 電視動畫「遙的接球」官方網站 （页面存档备份，存于） （日語）
- 電視動畫「遙的接球」官方的X（前Twitter） （日語）
- 如意自在的X（前Twitter） （日語）